# Szenegafű
A szenegafű (Polygala senega) a hüvelyesek rendjébe, a pacsirtafűfélék családjába tartozó növényfaj.
Gyökere szenegagyökér vagy csörgőkígyógyökér néven ismert drog. Az észak-amerikai indián törzsek kígyómarás ellen használták.

## Jellemzése
A kis termetű, lágy szárú növény 20–30 cm magas szárai gyökértörzsből indulnak ki. Lándzsa alakú szára, amelyen váltakozó állású levelek helyezkednek el, virágfüzérben végződik. Hártyás toktermése van. Magjában fehér, húsos maglepelt találunk.

## Gyógyhatása
A hörgőváladék kiürítését elősegítő szaponinoknak köszönhetően a szenegagyökérnek elismert köptető hatása van. Elősegíti a nyálelválasztást és az izzadást, valamint a vese vízkiválasztását. Kimutatták gyulladásgátló és hashajtó tulajdonságát is. Végül lehetővé teszi a vér cukor-, koleszterin- és triglicerid-szintjének csökkenését.

## Felhasználása
A növény gyökere köhögés és a hörgők gyulladásának kezelésére ajánlott. Gyermekeknek szirup formájában adják be enyhe székrekedés vagy hurutos köhögés esetén. A szenegagyökér nemrégiben felfedezett gyulladásgátló tulajdonságai újabb javallatokat sejtetnek ekcéma és pikkelysömör ellen. Vizsgálják azt a tulajdonságát is, amely védi a beültetett szerveket a kilökődéstől, valamint lehetséges szerepét a nem inzulinfüggő cukorbetegség kezelésében.

## Figyelmeztetés
A növény csekély mértékben mérgező hatású. Ritkán, és csupán nagyobb adagokban vagy hosszan tartó kezeléskor tapasztaltak bizonyos emésztési zavarokat (például émelygés). A gyökerek frissen is alkalmazhatók, de belsőleg használva irritációt válthatnak ki.